# Jaroslav Bocker
Jaroslav Bocker (19. února 1940, Křimice – 1. listopadu 2022) byl český sochař, medailér a kreslíř.

## Život
V letech 1962–1966 studoval Vysokou školu uměleckoprůmyslovou v Praze u prof. Josefa Malejovského a Jana Kavana. Poté v letech 1966–1968 pokračoval ve studiích na Akademii výtvarných umění v Praze v ateliéru Karla Hladíka, a následně v ateliéru Karla Lidického. Od roku 1977 byl členem Svazu československých výtvarných umělců, dnes Unie výtvarných umělců.
Podílel se na obnově alegorické skupiny na Památníku národního osvobození v Plzni, realizoval bystu Václava Havla v Křimicích a je autorem sochy generála Pattona v Dýšině, která byla původně určena pro Plzeň, ale byla odmítnuta kvůli spolupráci sochaře s StB.